# Berliner Erklärung (Frauen)
Die Berliner Erklärung ist ein gesellschaftliches Bündnis von führenden deutschen Frauenverbänden sowie Parlamentarierinnen der 2011 im Deutschen Bundestag vertretenen Parteien, das sich für einen Anteil von mindestens 30 % Frauen in Aufsichtsräten deutscher Unternehmen einsetzt. Die Initiatorinnen dieses Bündnisses haben maßgeblich dazu beitragen, dass das Gesetz für die gleichberechtigte Teilhabe von Frauen und Männern an Führungspositionen im März 2015 vom Parlament verabschiedet wurde und zum 1. Mai 2015 in Kraft getreten ist.

## Organisation und Unterstützer
Die parteiübergreifende Berliner Erklärung wurde am 15. Dezember 2011 und damit einige Zeit nach der Übergabe der Nürnberger Resolution an Politiker vom 17. März 2009 in Berlin ins Leben gerufen, initiiert durch sechs der führenden Frauenverbände in Deutschland – Business and Professional Women (BPW), Deutscher Juristinnenbund (djb), Deutscher LandFrauenverband (dlv), European Women’s Management Development (EWMD), FidAR – Frauen in die Aufsichtsräte, Verband deutscher Unternehmerinnen (VdU) und weibliche Abgeordnete aller sechs im Bundestag vertretenen Parteien.
Sie wird parteiübergreifend von Frauen und Männern unterstützt. Zu den Erstunterzeichnerinnen zählen z. B. Rita Süssmuth, Renate Schmidt, Renate Künast, Gesine Lötzsch, Viviane Reding, Steffi Jones und Maria Furtwängler.
Auch der IG-Metall-Vorstand hat die Berliner Erklärung unterzeichnet und gehört somit zu den mehr als 22.500 Unterstützenden der Berliner Erklärung.
Die Berliner Erklärung wird neben den zu den Initiatoren gehörenden Frauenverbänden noch von weiteren Frauenverbänden unterstützt: Deutscher Ärztinnenbund e.V (DÄB), Deutscher Frauenrat (DF), deutscher ingenieurinnenbund e.V. (dib), Europäische Akademie für Frauen in Politik und Wirtschaft (EAF) in Berlin, Frauen im Management e.V. (FIM), Journalistinnenbund e.V. (jb), ProQuote Medien e.V., ProQuote Medizin, ProQuote Regie e.V., Pro Quote Bühne sowie Working Moms – Pro Kinder Pro Karriere e.V. (WM).
Das überfraktionelle Bündnis der „Berliner Erklärung“ ging am 5. Juli 2016 in der Bundespressekonferenz in die nächste Runde. Unter der Überschrift Berliner Erklärung für Gleichheit auf dem Gehaltszettel startet die Online-Petition FairPay mit dem Ziel Entgeltgleichheit. Gemeinsam stehen die Initiatorinnen dafür ein, alle Ansätze, die zu diesem Ziel führen, im FairPay-Bündnis zu vereinen.
Konkret heißt das: Transparenz für alle herstellen (Männer und Frauen), Verpflichtung der Behebung einer festgestellten ungleichen Bezahlung sowie Aufwertung sozialer Berufe.
Am 30. Mai 2017 veröffentlichte das Bündnis seine Forderungen für das Jahr 2017. Im Mittelpunkt steht dabei nach eigener Aussage das Ziel einer gleichberechtigten Teilhabe von Frauen sowie Entgeltgleichheit und die verbindliche Umsetzung der Gleichstellungspolitik.